# 冰以关系
冰岛-以色列关系，简称冰以关系或以冰关系，是指冰岛与以色列之间的外交关系。两国都是经济合作与发展组织和世界贸易组织的成员。

## 历史

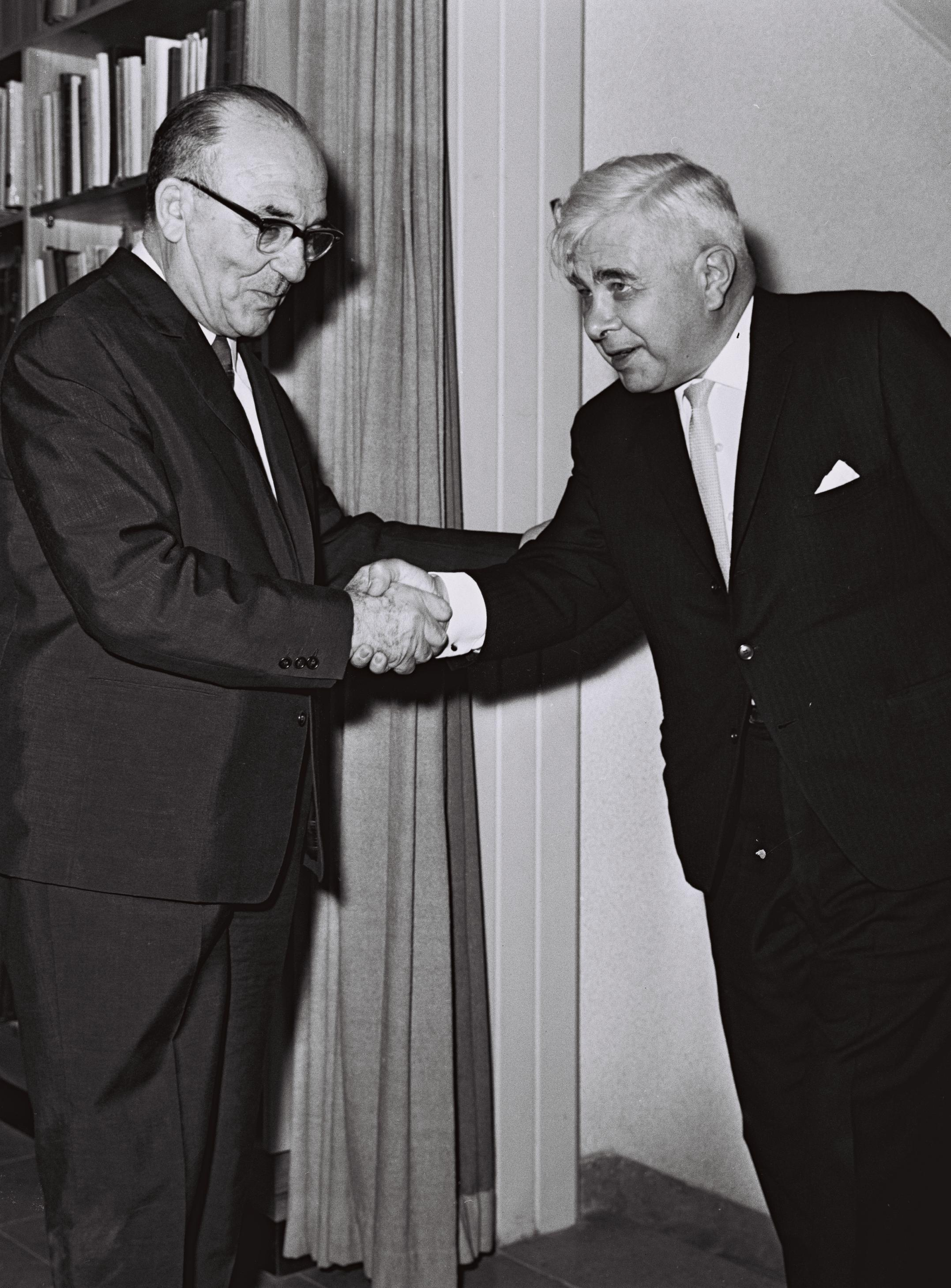
1964年以色列总理列维·埃什科尔在耶路撒冷迎接来以访问的冰岛总理布亚尼·本尼迪克特松

### 早期关系
历史上冰岛与巴勒斯坦地区的首次接触发生在15世纪，当时冰岛人作为丹麦的一部分参加了十字军东征。 
现代冰岛和以色列之间的第一次正式的外交事件发生在 1947年11月29日，当时冰岛投票支持巴勒斯坦分治，这导致了以色列国的建立。 1948年5月，冰岛承认以色列并建立外交关系。 
1992年9月，以色列与欧洲自由贸易联盟（包括冰岛）签署自由贸易协定。 

### 两国方案
自1990年代以来，冰岛一直支持全世界希望独立的国家和地区独立。冰岛政府主张和平解决以巴冲突，并呼吁国际社会承认巴勒斯坦国。 
2002年4月30日，冰岛议会通过了一项议会决议，要求“在国际公认边界内就建立一个独立的巴勒斯坦国和以色列国展开安全和平谈判”。以色列表达了对冰岛政府的这一立场的失望，巴勒斯坦则欢迎冰岛的主张。
2010年，冰岛在联合国内对以色列袭击加沙船队和加沙地带表示谴责。 
2011年，冰島外交部表示譴責以色列在巴勒斯坦地區使用暴力，明確要求以方停止對加沙的襲擊，所有針對巴勒斯坦的攻擊都必須停止，冰岛外長宣布外交承認巴勒斯坦，冰岛议会批准了一项决议，承认在1967年之前的第三次中东战争边界内的巴勒斯坦国的领土，成为第一个这样做的西欧国家。
2015年9月15日，雷克雅未克市政委員會提出投票決定是否在市政採購中抵制以色列產品，有成員稱，抵制以色列產品是一個像徵性的舉動，表明冰島首都支持巴勒斯坦建國，並譴責以色列的「種族隔離政策」。以色列外交部對此舉動作出譴責，並回應說：「從雷克雅未克市委員會大樓噴出一座仇恨的火山。」有以色列政府官員反問抵制行動是否包括以色列國內佔20％的阿拉伯人所製造的產品。
數天後，雷克雅未克市市長艾格森宣布市政委員會已經撤銷了該決定。埃格爾森認為，抵制決議得到如此多的批評，是因為案文描述得不清晰。市議會沒有清楚說明哪些產品將會被抵制以及如何被抵制，且該決議似乎要將市區範圍內的以色列產品消滅。艾格森解釋說，市議會沒有這樣做的權力，而抵制行動只會影響市政府的採購活動。冰島總理布亞尼·本尼迪克特松對雷克雅未克市政委員會作出批評，他稱投票抵制以色列產品一事「荒謬」，又說這損害了國家的聲譽和商業利益。

### 争议
在特拉维夫举行的2019年欧洲歌唱大赛期间，冰岛参赛者哈塔利在电视投票中举着印有巴勒斯坦国旗的围巾。

## 国事访问
冰岛领导人访问以色列
- 总理比亚尼·本尼迪克松（1964）
- 总统奥斯吉尔·奥斯吉尔松 （1966）
- 总理戴维德·奥德森（1992）

以色列总理访问冰岛
- 总理大卫·本·古里安（1962）

## 外交代表机构
截止2022年，冰岛与以色列暂时未在对方首都互设大使馆，冰岛向以色列委派了一位非常驻大使，常驻在冰岛外交部，冰岛政府也在特拉维夫设有名誉领事馆，以发展双边关系。 而以色列对冰岛的外交业务由以色列驻挪威大使馆兼辖，以色列政府也在雷克雅未克设有名誉领事馆。 